# Charrito
Charrito es una película de comedia mexicana de 1984, escrita, dirigida y protagonizada por Roberto Gómez Bolaños "Chespirito". En esta película participa un elenco estelar compuesto por Florinda Meza, María Antonieta de las Nieves, Angelines Fernández, Raúl "Chato" Padilla, Rubén Aguirre, Horacio Gómez Bolaños, Benny Ibarra, Arturo García Tenorio, Víctor Alcocer, Gilberto Román, Gabriel Fernández y Claudia Ivette Castañeda, quien apareció únicamente como actriz infantil recurrente en los anteriores episodios del programa Chespirito.

## Sinopsis
Chespirito se encuentra ahora filmando una película wéstern, donde realiza el papel de un villano apodado Charrito. Junto a él, sale Estrellita Pérez como la dulce doncella, que se tiene que enfrentar al titular villano, y quien es protegida por el galán anónimo. Sin embargo, la grabación resulta todo un reto, ya que tanto la inexperiencia de Charrito como la presencia de unos hermanos bandidos interrumpen continuamente la secuencia necesaria. A esto se une la falta de interés por las películas de la hija del Sheriff y profesora de escuela (Florinda Meza), quien es el verdadero amor de Charrito. Eventualmente el director (Rubén Aguirre) decide revaluar el film como una película cómica, cuyo éxito es tal que se está planeando una secuela. Después, Charrito caminaba y luego choca la puerta cuando el Sheriff (Raúl "Chato" Padilla) sale a la puerta y luego allí sale el Dr. Chapatín, pero no constan con el cambio de corazón de Charrito, quien finalmente ha decidido abandonar su carrera histriónica en favor de ser un profesor de escuela rural, junto a su alumna Palmira (Claudia Ivette), su amada y su nuevo retoño.

## Reparto
- Roberto Gómez Bolaños 	... 	Charrito / Dr. Chapatín
- Florinda Meza 	...    Hija del Sheriff / Profesora de Palmira
- María Antonieta de las Nieves     ...	Estrellita Pérez
- Rubén Aguirre      ...	Director Buñuelo
- Víctor Alcocer     ...	Productor
- Raúl "Chato" Padilla 	...    Sheriff
- Horacio Gómez Bolaños     ...   Ayudante del Director Buñuelo
- Benny Ibarra     ...  Hermano Brother 1
- Arturo García Tenorio   ...   Hermano Brother 2
- Angelines Fernández     ...  Maquillista
- Gilberto Román     ...  	Galán
- Claudia Ivette Castañeda 	 ...    Palmira
- Gabriel Fernández   ...    Camarógrafo
- Óscar Lazo de la Vega   ...    Diálogo
- Fernando García Valdés   ...    Jefe de piso

## Música
- «La Lección de Canto», escrita por Roberto Gómez Bolaños e interpretada por Florinda Meza.
- «Can Can Banquero», escrita por Roberto Gómez Bolaños.